# Brian Robbins
Brian Robbins (Brooklyn, Nueva York; 22 de noviembre de 1963) es un actor, escritor, director de cine y productor de televisión estadounidense. Es conocido por ser el productor ejecutivo de la serie de Nickelodeon The Amanda Show y la serie original de Disney Channel Sonny With a Chance. Actualmente se desempeña como presidente de Nickelodeon (desde 2018) y Paramount Pictures (desde 2021).

## Biografía
Robbins nació con el nombre de Brian Levine en Brooklyn, Nueva York, comenzó su carrera en Auburn, Alabama. También presentó la versión infantil del concurso de televisión Pictionary en 1989. En la década de 1990, empezó a producir All That y sus spin-offs en Nickelodeon. Ha producido varias películas, incluyendo deportes de Coach Carter y Hardball (2001). Produjo Smallville hasta 2008. Produjo Sonny With a Chance de Disney Channel. Actualmente es presidente ejecutivo de Nickelodeon y desde septiembre de 2021 es también presidente de Paramount Pictures.

## Filmografía

### Actor
- Harper Valley PTA (1 episodio, 1982)
- Archie Bunker's Place (1 episodio, 1982)
- Three's Company (1 episodio, 1983)
- Knight Rider   (1 episodio soul survivor, temporada 2 1984) Randy Merritt
- Diff'rent Strokes (1 episodio, 1984)
- Newhart (1 episodio, 1984)
- Charles in Charge (1 episodio, 1985)
- Growing Pains (1 episodio, 1985)
- Mr. Belvedere (1 episodio, 1986)
- Cellar Dweller (1988)
- C.H.U.D. II: Bud the C.H.U.D. (1989)
- Camp Cucamonga (1990)
- Head of the Class (114 episodios, 1986-1991)
- Full House (2 episodios, 1992)
- Kenan y Kel (1 episodio, 1996) Risotto

### Director
- All That (Episodios Desconocidos, 1994)
- The Show (1994 película)
- Kenan & Kel (5 episodios, 1996)
- Good Burger (1997)
- Varsity Blues (1999)
- Popular (1 episodio, 1999)
- Ready to Rumble (2000)
- Hard Ball (2001)
- The Nightmare Room (1 episodio, 2001)
- Birds of Prey (1 episodio, 2002)
- The Perfect Score (2004)
- The Shaggy Dog (2006)
- Norbit (2007)
- Meet Dave (2008)

### Productor
- The Amanda Show (9 episodios, 2000-2001)
- Cousin Skeeter (4 episodios, 1999-2001)
- Summer Catch (2001)
- The Nick Cannon Show (5 episodios, 2002)
- Crumbs (2 episodios, 2006)
- What I Like About You (53 episodios, 2002-2006)
- Wild Hogs (2007)
- One Tree Hill (37 episodios, 2004-2008)
- Smallville (137 episodios, 2001-2008)
- Old Dogs (2009)
- Sonny with a Chance (2009) (productor ejecutivo)

### Escritor
- Head of the Class (1 episodio, 1988)
- All That (33 episodios, 1997-2005)
- Big Fat Liar (2002)
- All That's 10th Anniversary Reunion Special (2005)